# Nuclear Now
Pour plus de détails, voir Fiche technique et Distribution.
Nuclear Now est un film américain réalisé par Oliver Stone et sorti en 2022. Il s'agit d'un documentaire sur l'énergie nucléaire comme solution du réchauffement climatique. Il s'inspire de l'ouvrage A Bright Future: How Some Countries Have Solved Climate Change and the Rest Can Follow écrit par les scientifiques Staffan A. Qvist et Joshua S. Goldstein. Ce dernier coécrit le scénario avec le réalisateur.
Nuclear Now est présenté à la Mostra de Venise 2022. Oliver Stone et Joshua S. Goldstein se rendent par ailleurs au Forum économique mondial en janvier 2023 à Davos,.

## Synopsis
Le cinéaste américain Oliver Stone narre comment selon lui l'énergie nucléaire serait une source d'énergie sûre pouvant remplacer les combustibles fossiles et ainsi aider à lutter contre le changement climatique. Il prédit un doublement ou un quadruplement de la demande mondiale d'électricité dans les 30 prochaines années. Afin d'assurer un soutien suffisant avec l'électricité décarbonée, le réalisateur suggère une production de masse de centrales nucléaires.
Oliver Stone soutient que le recyclage, les voitures électriques et la consommation de produits respectueux de l'environnement ne sont que des tentatives des citoyens de la classe moyenne pour se sentir bien, mais que cela ne fera pas une réelle différence pour le climat. Les scénaristes accusent le mouvement antinucléaire d'assimiler le nucléaire aux armes nucléaires et de créer ainsi une peur primale contre cette forme d'énergie. Les auteurs impliquent en outre que l'industrie pétrolière et gazière a financé les campagnes,,.

## Fiche technique
Sauf indication contraire, les informations mentionnées dans cette section peuvent être confirmées par la base de données cinématographiques IMDb,  présente dans la section « Liens externes ».
- Titre original : Nuclear Now
- Autre titre : Nuclear
- Réalisation : Oliver Stone
- Scénario : Oliver Stone et Joshua S. Goldstein (en), d'après l'ouvrage A Bright Future: How Some Countries Have Solved Climate Change and the Rest Can Follow de Staffan A. Qvist et Joshua S. Goldstein
- Musique : Vangelis
- Photographie : Korkut Akir, Lucas Fuica et Steven Wacks
- Montage : Brian Berdan et Kurt Mattila
- Production : Max Arvelaiz, Fernando Sulichin et Robert S. Wilson

Producteurs délégués : Isabelle Boemeke, Zachary Bogue, Stefano Buono, Roksana Ciurysek-Gedir, Philippe Delmas, Eric Hamburg et Agata Woloszczuk
- Sociétés de production : n/a
- Sociétés de distribution : Abramorama (États-Unis, cinéma), Giant Pictures (États-Unis, cinéma)
- Budget : n/a
- Pays de production :  États-Unis
- Langue originale : anglais
- Format : couleur
- Genre : documentaire
- Durée : 105 minutes
- Dates de sortie[6] :
  - Italie : 9 septembre 2022 (Mostra de Venise)
  - États-Unis, Canada : 28 avril 2023 (sortie limitée au cinéma)
  - États-Unis, Canada : 1er mai 2023 (vidéo à la demande)
  - France : n/a

## Distribution
- Oliver Stone : lui-même, le narrateur

## Production
Oliver Stone s'est notamment rendu à la centrale nucléaire de Civaux dans la Vienne.

## Musique
Il s'agit de la dernière composition de Vangelis, décédé en mai 2022.

## Accueil
L'article à propos du film dans Variety souligne que les deux parties qui débattent du pour et du contre de l'énergie nucléaire sont enracinées depuis longtemps. Le critique recommande cependant un regard ouvert sur le film et suppose qu'il pourrait avoir un impact similaire à celui Une vérité qui dérange (2006) avec Al Gore.
À la Mostra de Venise 2022, le Conseil international du cinéma, de la télévision et de la communication audiovisuelle remet à Nuclear Now le prix Enrico Fulchignoni. Le jury précise que le film ajoute de nouvelles idées scientifiques audacieuses à la discussion d'un sujet controversé. Damon Wise du site Deadline.com qualifie notamment le documentaire de « difficile à regarder » mais déclare qu'il « met en avant de nombreuses propositions inattendues sur l'énergie nucléaire, démystifiant de puissants mythes en cours de route. »
Sur l’agrégateur de critiques Rotten Tomatoes, le film obtient 67 % d'avis favorables pour six critiques et une note moyenne de 8⁄10.

## Distinctions
(en) Récompenses pour Nuclear Now sur l’Internet Movie Database
- Mostra de Venise 2022 : prix Enrico Fulchignoni